# چاپ سبز
چاپ سبز حرکتی صنعتی است که طی سال‌های اخیر به شتاب ثابتی رسیده‌است. تا چندی پیش چاپ سبز به‌طور عمده توسط گروه‌های فعال و طرفداری چون سرمایه‌گذاران و شرکت‌های خُرد و واسطه (SMEs) که تمایلاتی به این زمینه داشتند پیگیری و انجام می‌شد ولی امروز چاپ سبز توجه شرکت‌های بزرگ و سازمان‌های دولتی را نیز به خود جلب کرده که در بین آن‌ها از شرکت‌هایی که عملیات‌های اکو دوستانه را آغاز کرده‌اند می‌توان اچ‌پی و Microsoft و دل (شرکت) را نام برد که در زمینهٔ تکنولوژی پیشرو هستند.
هنگامی که گروه‌های فعال و طرفدار چاپ سبز را به عنوان یک اصل مهم ترویج می‌دهند اغلب موضوع‌های مختلفی برای کار است. صرف نظر از جنبه‌های اخلاقی، چاپ سبز چاره‌ای ارزان‌تر برای حرفه و تجارت‌هایی که هدفشان کاهش هزینه‌های عملیاتی در انجام کار با سرمایهٔ محدود می‌باشد.
اما چاپ سبز چه تعریفی دارد؟ هیچ تعریف دقیق و ثابتی برای چاپ سبز ارائه نشده همان‌طور که هیچ استاندارد روشن و راهنمایی برای تعیین سبز بودن یا نبودن شرکت‌ها وجود ندارد چه بسا شرکت‌هایی هستند که خود را سبز معرفی می‌کنند در حالی که نیستند. در همین حین شرکت‌هایی هم هستند که دست به عملیات‌هایی در زمینه چاپ سبز زده‌اند ولی محصول‌های خود را با نام چاپ سبز ارائه نمی‌دهند و متقابلآ عموم هم آن‌ها را با نام چاپ سبز نمی‌شناسد.
با وجود کمبودهایی در ایجاد استاندارد، راهنما یا تعریفی روشن، ویژگی‌هایی به‌طور کلی پذیرفته شده و استانداردهایی به چاپ سبز نسبت داده شده که برخی از آن‌ها توسط سایت Bay Area Green Business Program در سال ۲۰۰۴ فهرست شد
- استفاده از ورق بازیافتی و کامپیوتر و تجهیزات با انرژی کارآمد
- دیجیتالی و کامپیوتری شدن عملیات‌های پیش از چاپ
- بازیافت مواد مازاد و باطله همچون ورق، جوهر و حلال‌ها
- بهره‌برداری از جوهرهایی که عاری از الکل، مواد شیمیایی سمّی یا هرگونه ترکیبات آلی فرار (VOCs) می‌باشند
- استفاده از روش‌های ارتباطی بدون کاغذ
- تلاش‌های صادقانه و فعال در آموزش مشتری در تفهیم محاسن چاپ سبز

## صنعت چاپ و اثراتش بر محیط
بسیاری از گروه‌های طرفدار حفظ محیط زیست وضعیت رو به وخامت جنگل‌ها را به عنوان عواقب صنعتی سازی و نیاز جامعه به گسترش زیستگاهش در راستای همسازی و اصلاح جمعیت در حال رشد محکوم می‌کنند.
حقیقتآ مطابق تخمین گروه وکالت «پشتوانه دفاع محیط زیست» (Environmental Defense Fund) تولید یک تُن کاغذ بکرحدودآ ۳تن چوب و ۱۹۰۷۵ گالن آب نیاز دارد و همچنین منجر به تولید بیش از دو هزار پوند (pound) مواد زائد جامد می‌شود. این ارقام تنها نشان دهندهٔ ۹۰٪ از کاغذ چاپ و تحریر تولید شده در ایالات متحد آمریکا می‌باشد و در همین‌جا تمام نمی‌شود. تولید ورق بکر و اندود نشده نیاز به سفید کننده و فرایند کلر دارد تا ورقی سفید و درخشان و همچنین قوی تر و ماندگار تر تولید شود. که این فرایند متأسفانه مواد سمّی را در ذخایر آب بازمی‌گرداند.
مواد سمی متعدد معمولآ با وجود روش‌های چاپ سنتی تولید می‌شوند. اکثر جوهرهای استفاده شده در چاپگرهای تجاری، تولید شده از مواد نفتی هستند که منبع سوخت غیرقابل تجدید می‌باشد. از این گذشته جوهرهای نفت پایه حاوی مقدار زیادی VOC (مواد آلی فرار) هستند که به هوا و ذخایر آب نشت می‌کند. حضور بالای VOC علاوه بر بروز سرطان باعث نقص در تولد کودکان نیز می‌شود.
حلال‌ها ومواد شیمیایی مورد استفاده در چاپخانه‌ها سمّی و خطرناک هستند و باعث افزایش خطر ابتلا به مشکل‌های سلامتی مزمن و کشنده از جمله بروز نارسایی کلیه و کبد می‌شود.
مشخص است که فرایند تولید کاغذ بکر برای محیط زیست ضرر دارد، به همین دلیل است که گروه‌های طرفدار محیط زیست بر چاپ سبز اسرار می‌کنند و مردم را راجع به آن آگاه کنند.

## چاپ سبز: چاره‌ای بهتر
چاپ سبز از روش‌های مختلفی به کاهش بحران زیست‌محیطی کمک می‌کند:

### برگشت برهنه سازی جنگل‌ها
از موارد مورد توجه در چاپ سبز جستجو برای منبعی جایگزینی به جای خمیر کاغذ تولید شده از درخت می‌باشد. همان‌طور که ذکر شد تولید کاغذ بکر سهم زیادری در برهنه شدن جنگل‌ها دارد.
از طریق تلاش‌های انجام شده توسط گروه‌های طرفدار منابع دیگری به عنوان مواد خام برای تولید کاغذ یافت شده‌است که این مواد پایداری زیست‌محیطی بیشتری دارند. علاوه بر این محصول‌های کاغذی از آن‌ها تولید شده که به اندازهٔ کاغذ بکر ماندگار و کیفیتی بالا داشتند. در بین این منابع مواد خام می‌توان به کنف، مواد ترکیبی و پنبهٔ اصلاح شده اشاره کرد.
و در آخر کاغذهای بازیافت شده و «ضایعات پس از مصرف‌کننده» (PCW) می‌باشد که تعریفشان به ترتیب چنین است: «کاغذی که شامل درصدهای مختلفی (از ۱۰٪ تا ۱۰۰٪) الیاف بازیافتی باشد» و «کاغذی بازیافت شده بعد از این که توسط مصرف‌کننده استفاده شد و دور ریخته شد»

### کاهش وابستگی به مواد نفتی
دومین سود چاپ سبز کاهش وابستگی به مواد نفتی می‌باشد که منبعی غیرقابل تجدید می‌باشد. مواد نفتی تقریبآ همه جا در چاپ سنتی پیدا می‌شود. مواد نفتی برای نیرو بخشیدن به چاپخانه و دیگر تجهیزات استفاده شده در چاپ و تولید کاغذ نیاز می‌باشد. اکثر جوهرهای استفاده شده درچاپ نفت پایه می‌باشند. همچنین چسب‌های مورد استفاده در صحافی نیز مشتق شده از نفت می‌باشد.
امروزه چاپگرهای سبز از تجهیزات و کامپیوترهایی استفاده می‌کنند که بهره‌وری بیشتری از انرژی دارند و تعداد کمی از آن‌ها با انرژی خورشیدی و باد کار می‌کنند. همچنین جوهرهای سویا پایه در حال تبدیل شدن به یک جزء اصلی در کمپانی‌هایی می‌باشد که در حال کار روی چاپ سبز می‌باشند.

### کاهش مواد سمّی و ضایعات رها شده در محیط
سومین سود چاپ سبز کاهش میزان مواد سمّی و ضایعات رها شده در طبیعت می‌باشد. با چاپگرهای سبزی که تغییر جهت داده‌اند در استفاده از مواد اولیه‌ای که باعث رهایی مواد شیمیایی سمّی و VOCها در محیط می‌شوند و باعث بروز مشکل در سلامت کارکنان چاپخانه‌ها و عموم مردم می‌شود این امید هست که این مشکل‌ها بالاخره رفع شوند.
اگرچه راه حل‌هایی که چاپ سبز نشان می‌دهد آن طور که بعضی انتظار دارند در نگاهی اجمالی و سریع به چشم نمی‌آید ولی به مرور زمان اثرهای مفید و مهمی می‌گذارد. به هر حال چیزی که لازم است تلاشی آگاهانه برای فعالیت مداوم بر چاپ سبز می‌باشد.

## کمپانی‌ها و افراد هر دو می‌توانند از چاپ سبز بهره‌مند باشند
با این که فکر و مفهوم چاپ سبز چند سالی است که مطرح شده و شرکت‌های زیادی بر روی آن کار می‌کنند همچنان تصورهایی غلطی دربارهٔ آن وجود دارد. یکی از این تصورهایی غلط این است که کاغذهای بازیافتی و PCW به کیفیت و ماندگاری کاغذهای بکر نیستند که حقیقتآ این درست نیست. همهٔ ورق‌های بازیافتی یا PCW به رنگ قهوه‌ای نیستند بلکه با استفاده از فرایندهایی می‌توان از آن‌ها ورق‌های سفید هم پدیدار کرد که به ماندگاری ورق بکر باشد.
تصور غلط دیگری که بین مردم رایج است این می‌باشد که استفاده از ورق‌های بازیافتی یا PCW کیفیت چاپی در حد ورق‌های بکر را ارائه نمی‌دهد. تشخیص تفاوت کیفیت در این دو نوع چاپ تقریبآ غیرقابل تشخیص است.
سومین مورد این است که عمومآ فکر می‌کنیم که قیمت چاپ سبز از چاپ معمول بسیار بیشتر است. این که گاهی وقت‌ها چاپ سبز گران‌تر است درست می‌باشد ولی دلیل اتفاق صرفآ مربوط به عرضه و تقاضا می‌باشد. در حال حاضر تقاضا برای ورق بازیافتی یا PCW به اندازهٔ تقاضای بالای ورق بکر نمی‌باشد. بدیهی است که هنگامی که تقاضا برای ورق بازیافتی یا PCW بیشتر از تقاضا برای ورق بکر شود کاهشی در قیمت این گونه ورق‌ها را شاهد خواهیم بود چرا که این گونه ورق‌ها هم هزینه و انرژی کمتری برای تولید لازم دارند. علاوه بر این شرکت‌هایی که خود را وقف چاپ سبز کرده‌اند وقت زیادی را صرف آموزش محاسن و بهره‌وری‌های چاپ سبز به مشتری‌ها می‌کنند. حتی تا جایی که به مشتری پیشنهادهایی در زمینهٔ کمتر کردن هزینهٔ سفارش‌های پذیرفته شده می‌دهند.
گذشته از سازگاری با محیط زیست، چاپ سبز چاره‌ای می‌باشد برای کاهش هزینه‌های چاپ. باید توجه کرد که چاپ سبز فقط در رابطه با ورق مورد استفاده نیست بلکه چگونگی استفاده از ورق و تجهیزات مورد استفاده برای چاپ بر کاغذ نیز بسیار مهم است.
از کارهای ساده در چاپ سبز می‌توان به کاهش حاشیه‌ها (Margin) و فضای بین نوشته‌ها و فشرده سازی یا رفع صفحه‌های پرکننده مثل صفحه عنوان و جدول محتوایی و همچنین استفاده از دوطرف ورق نام برد. در این صورت مصرف کاغذ کم شده و شاهد کاهش هزینه در حفظ منابع کاغذ خواهیم بود.
علاوه بر این می‌توان اظهار کرد که بهترین عمل در جهت چاپ سبز عدم چاپ است! دنیای دیجیتال، PDF , ارتباط‌های بی‌نیاز به ورق از جمله پست الکترونیک هنوز بهترین راه‌های مقرون به صرفه و طبیعت دوستانه هستند که مردم می‌توانند فرا بگیرند.

## نتیجه
ورق هنوز ماده ایست که چه شرکت‌ها چه افراد نمی‌توانند بدون آن کار کنند. حتی با وجود دسترسی به دنیای دیجیتال و تکنولوژی‌های بی‌نیاز به ورق هنوز وجود ورق ضروریست. اما با وجود تمام این که مردم و شرکت‌ها نمی‌توانند ورق را از مصرف روزانه حذف کنند هنوز چاپ سبر خود را به عنوان جایگزینی مناسب معرفی می‌کند. چاپ سبز نه تنها تمرینی برای مسئولیت پذیری در برابر طبیعت است بلکه ابزاری مؤثر برای کاهش هزینهٔ تدارک شرکت‌ها و اداره‌ها می‌باشد. اگر مردم و شرکت‌ها نگران محیط زیست نیستند حداقل مقرون به صرفه بودن و کاهش هزینه‌های آن توجهشان را جلب می‌کند